# Мерефа (річка)
Мере́фа — річка у Харківському районі Харківської області. Ліва притока Мжи (басейн Сіверського Донця).

## Опис
Довжина 28 км, похил річки — 1,8 м/км. Формується з багатьох безіменних струмків та водойм. Площа басейну 244 км². 

## Розташування
Мерефа бере початок на південно-західній околиці селища Караван. Тече переважно на південний схід і на південно-східній околиці міста Мерефа впадає в річку Мжу, праву притоку Сіверського Донця. 
Населені пункти вздовж берегової смуги: Люботин, Буди, Південне.

## Притоки

### Праві
- Вільховий[1] - яр у Люботинській міській громаді, впадає у Мерефу на східній околиці селища Караван
- Бистрик[2] - яр у Люботинській міській громаді, починається на північ від селища Байрак, тече спочатку на схід, потім на північ, впадає у Мерефу на південно-західній околиці міста Люботин. У ХІХ столітті у яру існував хутір Бистрик.
- В'язовий[3] - яр у Люботинській та Південноміській громадах, впадає у Мерефу північніше смт Буди
- Велика балка[4]
- Попів яр[5]

### Ліві

Нижня течія річки та притока Свяченівський яр

- Ржавий[6] - яр у Люботинській міській громаді, починається біля селища Спартаси, тече на південний схід і впадає у Мерефу у селищі Караван.
- Дроб'язка[7] - яр у Люботинській міській громаді впадає у Мерефу на східній околиці селища Караван.
- Ревчик[8] - яр у Люботинській міській громаді, починається у селищі Барчани, тече на південний схід і впадає у Мерефу на південно-західній околиці міста Люботин. У XIX с. плруч існував хутів Ревчик.
- Коробчин[9] - яр у Пісочинській та Південноміській громадах, починається на південно-східній околиці міста Люботин, тече на південний схід і південь через село Стара Московака і впадає у Мерефу на північному заході від смт Буди.
- Фошевий[10] - яр у Пісочинській та Південноміській громадах, впадає у Мерефу в смт Буди.
- Березова - річка у Пісочинській та Південноміській громадах. Починається в смт Березівка, тече на південний захід і впадає у Мерефу на південній околиці смт Буди.
- Кремінна[11] - балка у Височанській та Південноміській громадах. Починається на північно-східній околиці смт Високий, тече на південний захід і впадає у Мерефу у м. Південне неподалік зупинного пункту Комарівка. Вздовж балки проходить залізниця.

- Ржавчик
- Свяченівський[12] - річка (яр) у Мереф'янській міській громаді, починається у селі Олександрівка (колишня назва - Свячене), тече на зіхід і падає у Мерефу у місті Мерефа.
- Семенишина[13] - балка у Мереф'янській міській громаді, впадає до мерефи на південній околиці міста Мерефа.
- Шурупина[14] - балка у Мереф'янській міській громаді, впадає до мерефи на південній околиці міста Мерефа.